# Holzritterlinge
Die Holzritterlinge (Tricholomopsis) sind eine Pilzgattung aus der Familie der Fadenkeulchenverwandten.
Die Typusart ist der Purpurfilzige Holzritterling (Tricholomopsis rutilans).

## Merkmale
Die Holzritterlinge sind mittelgroße bis große, in Hut und einen meist zentral, seltener etwas exzentrisch sitzenden, gelben bis purpurrötlichen Stiel gegliederte Pilze mit ritterlingsartigem Habitus. Die Fruchtkörper besitzen eine vorwiegend gelbe Grundfarbe, der Hut ist nicht hygrophan (im nassen Zustand fleckig werdend) und entweder mit gelben, rötlichen bis purpurfarbigen Fasern oder Schüppchen bedeckt oder fast glatt bis glatt. Die gelben Lamellen besitzen eine haarige Schneide, das Sporenpulver ist weiß. Vela fehlen. Cheilozystiden sind bei allen Arten vorhanden, Pleurozystiden sind teils sehr unauffällig und leicht zu übersehen, aber ebenfalls vorhanden.

## Gattungsabgrenzung
Von den Ritterlingen (Tricholoma) unterscheidet sich die Gattung durch das völlige Fehlen von Vela, das Vorhandensein von Zystiden an den Lamellenschneiden und die lignicol-saprobe Lebensweise, während echte Ritterlinge eine Ektomykorrhiza ausbilden.

## Ökologie
Die Holzritterlinge sind an Koniferenholz lebende saprobiontische Holzbewohner, die im Substrat eine Weißfäule verursachen.

## Arten
Die Gattung umfasst weltweit ca. 30 Arten, von denen 7 in Europa vorkommen.
| Holzritterlinge (Tricholomopsis) in Europa   |                              |                                                            |
| Deutscher Name                               | Wissenschaftlicher Name      | Autorenzitat                                               |
|                                              | Tricholomopsis alborufescens | Larue 2020                                                 |
|                                              | Tricholomopsis badinensis    | J. Holec, M. Kolařík, V. Kunca 2019                        |
| Olivgelber Holzritterling                    | Tricholomopsis decora        | (Fries 1821 : Fries 1821) Singer 1939                      |
| Kleiner Holzritterling                       | Tricholomopsis flammula      | (Métrod ex E. Ludwig 2001) P.A. Moreau & Courtecuisse 2008 |
| Adlerfarn-Holzritterling                     | Tricholomopsis pteridicola   | Olariaga, Laskibar & Holec 2015                            |
| Purpurfilziger oder Rötlicher Holzritterling | Tricholomopsis rutilans      | (Schaeffer 1774 : Fries 1821) Singer 1939                  |
|                                              | Tricholomopsis sulphureoides | (Peck 1872) Singer 1943                                    |

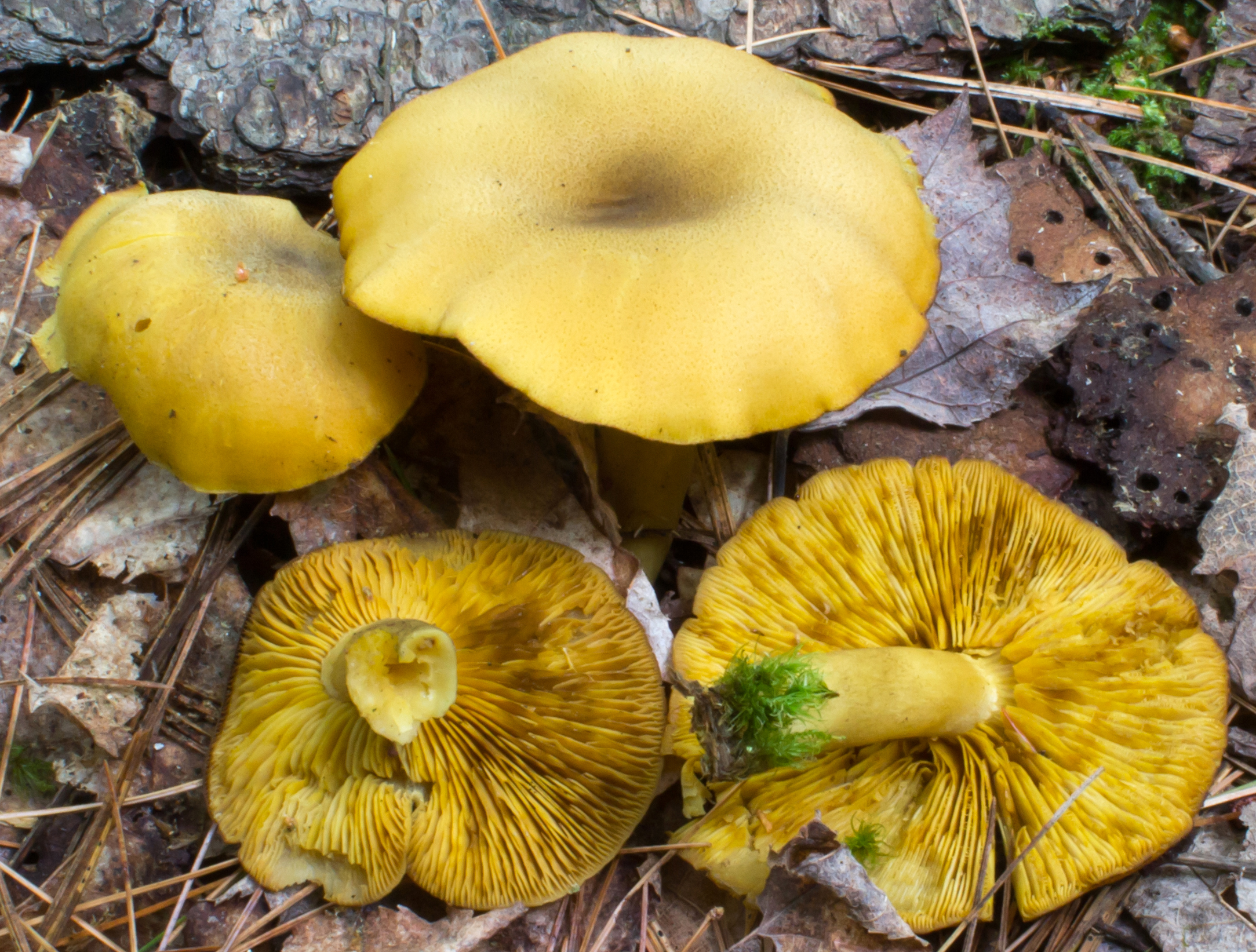
Olivgelber Holzritterling Tricholomopsis decora
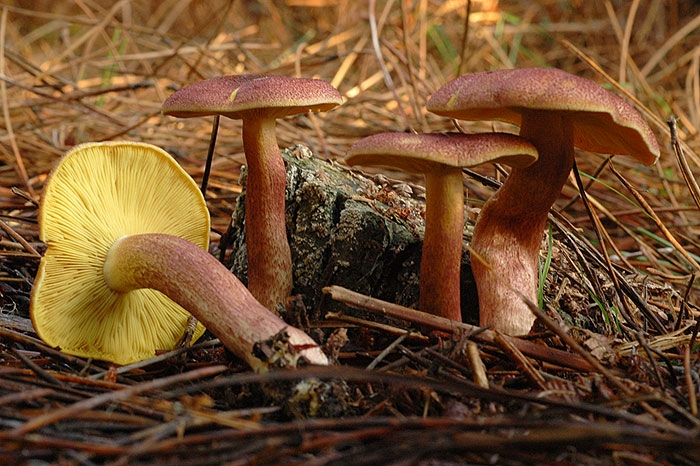
Purpurfilziger oder Rötlicher Holzritterling Tricholomopsis rutilans
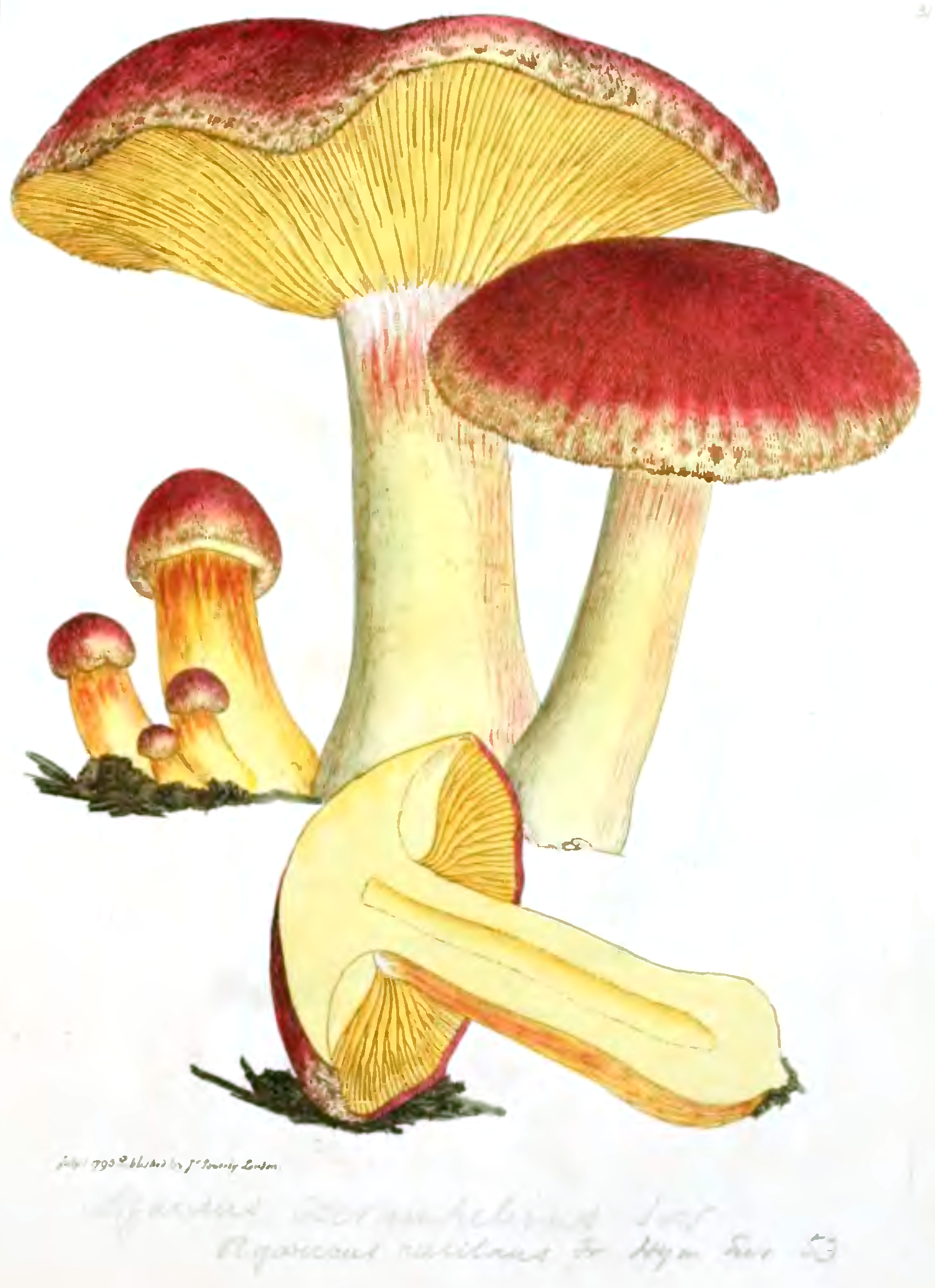
Purpurfilziger oder Rötlicher Holzritterling Tricholomopsis rutilans
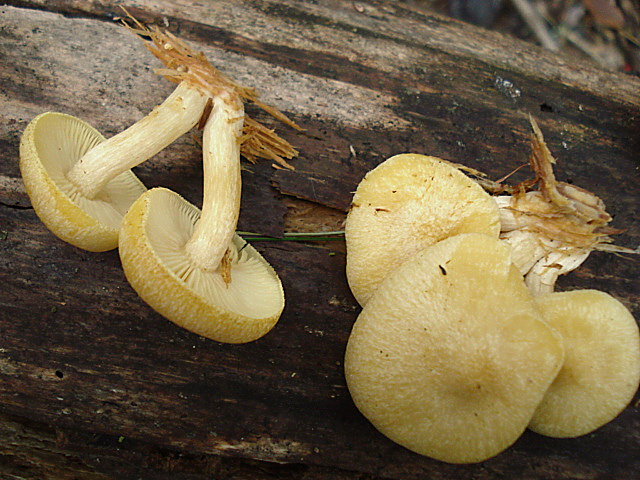
Tricholomopsis sulphureoides